# Gaston Roelants
Gaston Roelants (Opvelp, 5 februari 1937) is een voormalige atleet uit België, die wereldrecordhouder was op de 3000 m steeple in het begin van de jaren zestig, en die een Europese (1962) en olympische (1964) titel won. Hij behaalde vier internationale crosscountry titels (1962, 1967, 1969 en 1972) en daarnaast ook nog eens drie tweedeplaatsen. Hij stond in de periode tussen 1960 en 1975 in totaal negen keer bij de tien beste atleten van de wereld.
Roelants won ook viermaal de San Silvester loop in São Paulo (1964, 1965, 1967 en 1968).

## Biografie

### In tien jaar naar de top
De atletiekloopbaan van Gaston Roelants begon in 1954, toen hij als zeventienjarige begon met veldlopen. Gedurende zijn juniorentijd bleef dat zijn voornaamste discipline, tot hij in 1957 bij de senioren zijn debuut maakte op de 3000 m steeplechase en bij de Belgische kampioenschappen een vijfde plaats behaalde in 9.57,0. Sindsdien verbeterde hij zich jaarlijks en in 1959 realiseerde hij voor de eerste maal een tijd onder de 9 minuten: tijdens een interland tegen Denemarken won hij het steeplenummer in 8.56,6. In 1960 begon zijn doorbraak naar de wereldklasse, geïllustreerd door de vierde plaats die hij op de 3000 m steeplechase behaalde tijdens de Olympische Spelen van 1960 in Rome. Vier jaar later beleefde Roelants op de 3000 m steeplechase het hoogtepunt van zijn carrière met zijn gouden medaille op de Olympische Spelen van 1964 in Tokio; vóór die wedstrijd had hij al aangekondigd de gouden medaille te gaan winnen! Roelants was in die periode de te kloppen atleet op de steeplechase. Hij brak tweemaal het wereldrecord: op 7 september 1963 bracht hij het record op 8.29,6 en op 7 augustus 1965 scherpte hij het verder aan tot 8.26,4.

### Overstap naar marathon

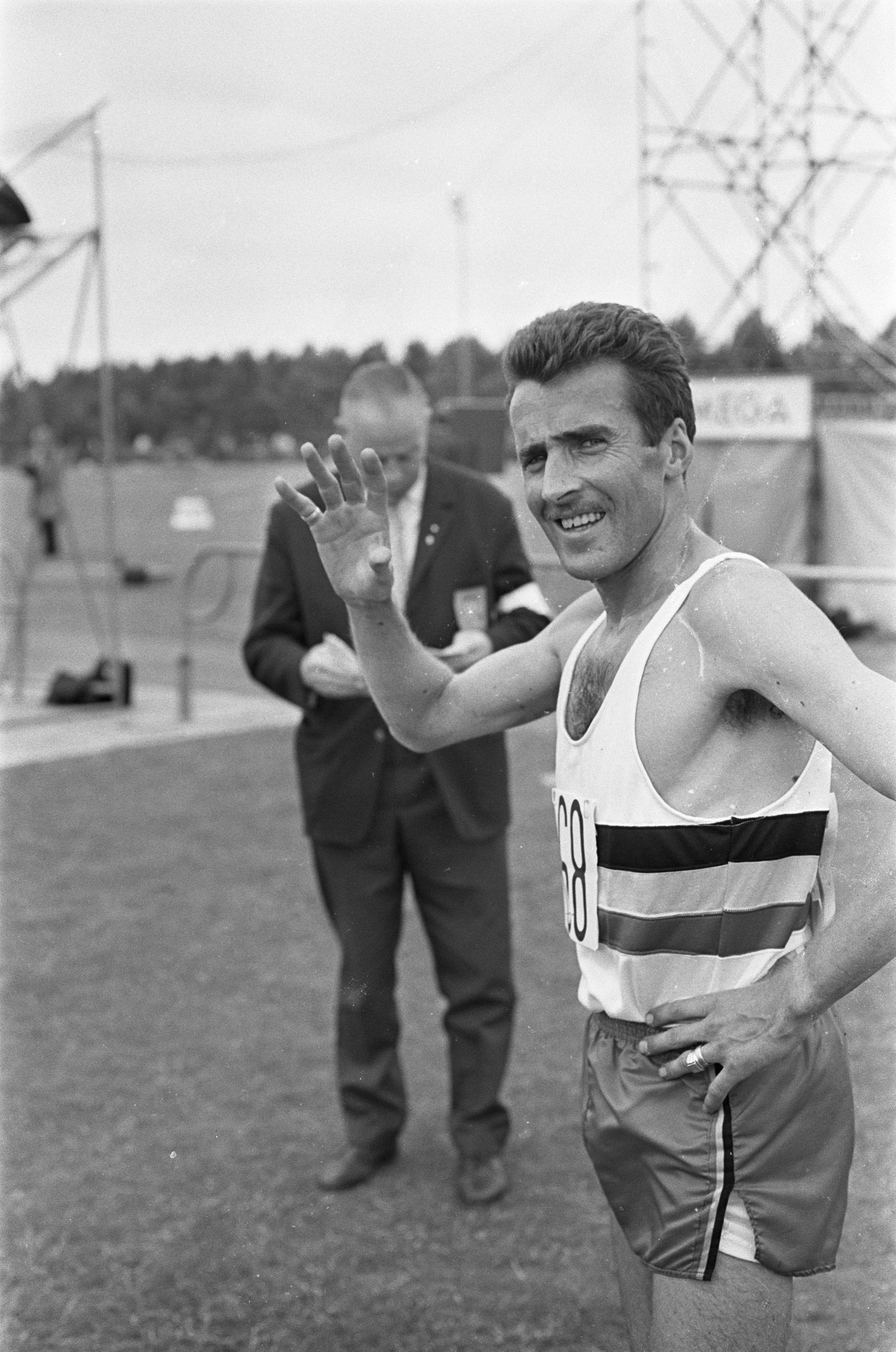
Gaston Roelants in 1967

In 1967 waagde Roelants zich ook aan de marathon. Zijn eerste volbracht hij op de zogenaamde Voorolympische Spelen in Mexico-Stad, die hij won in 2:19.37. Op de Olympische Spelen van 1968 eindigde hij in deze discipline als elfde, na in de maanden ervoor veel last van een knieblessure te hebben ondervonden. Een jaar later behaalde hij bij de Europese kampioenschappen marathon in Athene achter Ron Hill de zilveren medaille in 2:17.22,2, op dat moment zijn beste tijd. In 1970 liep Roelants geen marathons, maar in 1971 was hij er op de Europese kampioenschappen in Helsinki weer bij en eindigde hij op een vijfde plaats in 2:17.48,8. Zijn landgenoot Karel Lismont ging in Helsinki in 2:13.09,0 met de hoogste eer strijken. In 1974, twintig jaar na zijn debuut in de atletiek, wist hij in Rome op de Europese kampioenschappen andermaal een medaille op de marathon in de wacht te slepen, een bronzen ditmaal.
Roelants ging zelfs door met atletiek toen hij de veertig gepasseerd was. Zo veroverde hij in zijn eerste jaar bij de veteranen niet minder dan vijf wereldtitels.

### In de adel verheven
Roelants werd in 2003 opgenomen in de erfelijke Belgische adel met de persoonlijke adellijke titel baron; aangezien hij alleen een dochter heeft, zal dit adellijke geslacht uitsterven. Zijn naam kan dan geschreven worden als Gaston baron Roelants.
Hij eindigde in 2005 op nummer 87 in de Vlaamse versie van De Grootste Belg.
Roelants was een van de gouden atleten die trainden onder de leiding van de legendarische Mon Vanden Eynde bij Daring Club Leuven; de andere bekende atleten waren Miel Puttemans, Willy Polleunis, André Dehertoghe en Ivo Van Damme.

### Golf
Na zijn atletiekcarrière hield Gaston Roelants zich bezig met golf Hij werd tweemaal Belgisch kampioen bij de senioren. Hij was ook vaak te gast bij prijsuitreikingen.

## Kampioenschappen

### Internationale kampioenschappen
| Onderdeel      | Titel               | Jaar       |
| -------------- | ------------------- | ---------- |
| 3000 m steeple | Olympisch kampioen  | 1964       |
| 3000 m steeple | Europees kampioen   | 1962       |
| veldlopen      | landenklassement WK | 1973, 1974 |

### Belgische kampioenschappen
| Onderdeel      | Jaar                                                                  |
| -------------- | --------------------------------------------------------------------- |
| 1500 m         | 1963                                                                  |
| 5000 m         | 1969                                                                  |
| 10.000 m       | 1965, 1966, 1969, 1972                                                |
| 3000 m steeple | 1959, 1960, 1961, 1962, 1963, 1964 1965, 1966, 1967                   |
| veldlopen      | 1959, 1960, 1961, 1962, 1963, 1964 1966, 1967, 1968, 1969, 1970, 1972 |

## Persoonlijke records
Baan
| Onderdeel      | Prestatie               | Datum             | Plaats   |
| -------------- | ----------------------- | ----------------- | -------- |
| 3000 m         | 7.48,6 (ex-NR)          | 15 augustus 1965  | Heverlee |
| 5000 m         | 13.34,6 (ex-NR)         | 8 juli 1969       | Keulen   |
| 10.000 m       | 28.03,8                 | 5 augustus 1972   | Brussel  |
| 20.000 m       | 57.44,4 (ex-WR; ex-NR)  | 20 september 1972 | Brussel  |
| uurloop        | 20.784 m (ex-WR; ex-NR) | 20 september 1972 | Brussel  |
| 3000 m steeple | 8.26,4 (ex-WR; ex-NR)   | 7 augustus 1965   | Brussel  |

Weg
| Onderdeel      | Prestatie | Datum            | Plaats |
| -------------- | --------- | ---------------- | ------ |
| halve marathon | 1:06.30   | ? februari 1969  | Coamo  |
| marathon       | 2:16.30   | 8 september 1974 | Rome   |

Indoor
| Onderdeel   | Prestatie | Datum           | Plaats   |
| ----------- | --------- | --------------- | -------- |
| 2 Eng. mijl | 8.40,6    | 27 januari 1966 | New York |

## Palmares

### 1500 m
- 1963:  BK AC - 3.49,1

### 5000 m
- 1969:  BK AC - 14.10,6
- 1974: 4e BK AC - 13.51,4

### 10.000 m
- 1965:  BK AC - 28.24,0
- 1966:  BK AC - 29.26,8
- 1966: 8e EK in Boedapest -28.59,6
- 1969:  BK AC - 29.27,6
- 1969: 5e EK in Athene -28.49,8
- 1971 DNF EK in Helsinki
- 1972:  BK AC - 28.03,8 (NR)

### 3000 m steeple
- 1959:  BK AC
- 1960:  BK AC - 8.49,8
- 1960: 4e OS in Rome – 8.47,6
- 1961:  BK AC - 8.58,2
- 1962:  EK in Belgrado – 8.32,6
- 1962:  BK AC - 8.54,6
- 1963:  BK AC - 8.56,6
- 1964:  BK AC – 9.25,8
- 1964:  OS in Tokio – 8.30,8
- 1965:  BK AC - 8.26,4 (WR)
- 1966:  BK AC - 8.35,2
- 1966:  EK in Boedapest – 8.28,8
- 1967:  BK AC - 8.38,2
- 1968: 7e OS in Mexico 8.59,4
- 1974:  BK AC - 8.35,4
- 1977: 4e BK AC - 8.47,5

### marathon
- 1968 : 11e OS in Mexico – 2:29.05
- 1969 :  EK in Athene – 2:17.22,2
- 1971 : 5e EK in Helsinki – 2:17.48,8
- 1972 : DNF OS in München
- 1974 :  EK in Rome - 2:16.29,6

### veldlopen
- 1959:  BK AC
- 1960:  Landencross in Glasgow
- 1961:  BK AC
- 1962:  BK AC
- 1962:  Landencross in Sheffield
- 1963:  BK AC
- 1963:  Landencross in San Sebastioan
- 1964:  BK AC
- 1966:  BK AC
- 1967:  BK AC
- 1967:  Landencross in Barry
- 1968:  BK AC
- 1969:  BK AC
- 1969:  Landencross in Clydebank
- 1970:  BK AC
- 1970:  Landencross in Vichy
- 1972:  BK AC
- 1972:  Landencross
- 1973 : 8e WK in Waregem
- 1973 :  landenklassement WK
- 1974 : 14e WK in Monza
- 1974 :  landenklassement WK
- 1975 : 10e WK in Rabat
- 1975 :  landenklassement WK
- 1976 :  BK in Waregem
- 1976 : 13e WK in Chepstow
- 1976 :  landenklassement WK

### uurloop
- 1966: Wereldrecords 20 km (58.06,2) en uur (20.664 m)[1]
- 1972: Wereldrecords 20 km (57.44,4) en uur (20.878 m)[1]

## Onderscheidingen
- Grote ereprijs van de KBAB – 1960
- Gouden Spike - 1960
- Nationale trofee voor sportverdienste - 1962
- Orde van Verdienste van het Belgisch Olympisch en Interfederaal Comité - 2014

1920: Percy Hodge ·
1924: Ville Ritola ·
1928: Toivo Loukola ·
1932: Volmari Iso-Hollo ·
1936: Volmari Iso-Hollo ·
1948: Tore Sjöstrand ·
1952: Horace Ashenfelter ·
1956: Chris Brasher ·
1960: Zdzisław Krzyszkowiak ·
1964: Gaston Roelants ·
1968: Amos Biwott ·
1972: Kipchoge Keino ·
1976: Anders Gärderud ·
1980: Bronisław Malinowski ·
1984: Julius Korir ·
1988: Julius Kariuki ·
1992: Matthew Birir ·
1996: Joseph Keter ·
2000: Reuben Kosgei ·
2004: Ezekiel Kemboi ·
2008: Brimin Kipruto ·
2012: Ezekiel Kemboi ·
2016: Conseslus Kipruto ·
2020: Soufiane El Bakkali ·
2024: Soufiane El Bakkali
1928 Louis Crooy en Victor Groenen · 1929 Georges Ronsse · 1930 Hyacinthe Roosen · 1931 René Milhoux en Jules Tacheny · 1933 Jef Scherens · 1934 Union Sint-Gillis · 1935 Arnold de Looz-Corswarem · 1936 Ernest Demuyter · 1937 Joseph Mostert · 1938 Hubert Carton de Wiart · 1939 Henry de Menten de Horne · 1940 Fernande Caroen · 1941 Jan Guilini · 1942 Pol Braekman · 1943 Albert de Ligne · 1944 niet toegekend · 1945 vliegend personeel van de Belgische sectie van de Royal Air Force · 1946 Gaston Reiff · 1947 Micheline Lannoy en Pierre Baugniet · 1948 Etienne Gailly · 1949 Feru Moulin · 1950 Briek Schotte · 1951 Johny Claes en Jacques Ickx · 1952 André Noyelle · 1953 bemanning van het jacht Omoo (zeilsport) · 1954 Adolf Verschueren · 1955 Roger Moens · 1956 Gilberte Thirion · 1957 Jacky Brichant en Philippe Washer · 1958 René Baeten · 1959 Belgische hockeyploeg bij de mannen · 1960 Flory Van Donck · 1961 Rik Van Looy · 1962 Gaston Roelants · 1963 Aureel Vandendriessche · 1964 Joël Robert · 1965 Eerste Jachtwing van de Belgische Luchtmacht · 1966 Raymond Ceulemans · 1967 Ferdinand Bracke en Eddy Merckx · 1968 Jacky Ickx · 1969 Serge Reding · 1970 Freddy Herbrand · 1971 Miel Puttemans · 1972 Karel Lismont · 1973 Roger De Coster · 1974 Paul Van Himst · 1975 Jean-Pierre Burny · 1976 Ivo Van Damme · 1977 Gaston Rahier · 1978 RSC Anderlecht · 1979 Robert Van de Walle · 1980 Belgische voetbalploeg bij de mannen · 1981 Annie Lambrechts · 1982 Ingrid Berghmans · 1983 Eddy Annys · 1984 André Malherbe · 1985 niet toegekend · 1986 William Van Dijck · 1987 Ingrid Lempereur · 1988 Eric Geboers · 1989 Michel Preud'homme · 1990 Jan Ceulemans · 1991 Jean-Michel Saive · 1992 Annelies Bredael · 1993 Vincent Rousseau · 1994 Brigitte Becue · 1995 Frédérik Deburghgraeve · 1996 Johan Museeuw · 1997 Luc Van Lierde · 1998 Ulla Werbrouck · 1999 Gella Vandecaveye · 2000 Joël Smets · 2001 Kim Clijsters en Justine Henin · 2002 Marc Wilmots · 2003 Stefan Everts · 2004 Axel Merckx · 2005 Tom Boonen · 2006 Kim Gevaert en Tia Hellebaut · 2007 4x100m-estafetteploeg voor vrouwen · 2008 niet toegekend · 2009 Philippe Gilbert · 2010 Philippe Le Jeune · 2011 Kevin Borlée · 2012 Evi Van Acker · 2013 Frederik Van Lierde · 2014 Daniel Van Buyten · 2015 4x400m-estafetteploeg voor mannen · 2016 Nafissatou Thiam · 2017 David Goffin · 2018 Nina Derwael · 2019 Belgische hockeyploeg bij de mannen · 2020 Wout van Aert · 2021 Bashir Abdi · 2022 Remco Evenepoel · 2023 Bart Swings · 2024 Lotte Kopecky